# Imago mundi (littérature)
Pour les articles homonymes, voir Imago mundi.
Imago mundi (Ymago Mundi) est le titre d'un ouvrage de cosmographie publié en 1410 par le théologien français Pierre d'Ailly.

## Description
L’ouvrage est en fait une série de 12 traités, dont le premier s’intitule Tractatus de Imagine Mundi. Il circule d’abord sous forme de manuscrit. Vers 1483 paraît la première édition imprimée (gravée sur bois) à Louvain. 
D’Ailly s’appuie sur des auteurs antiques comme Aristote, Ptolémée, Pline l'Ancien ; des pères de l’Église comme saint Augustin ; les écrivains musulmans comme Averroès ou Avicenne. Une de ses sources favorites est l’Opus Majus de Roger Bacon et il n’hésite pas à signaler les contradictions entre ces différents auteurs.
L’ouvrage est illustré d’une carte du monde, encore influencée par les cartes T-O (Terrarum orbis) du Moyen Âge. Contrairement à la plupart des cartes médiévales, elle place le nord en haut de la page. La terre apparaît sous forme de globe divisé en zones climatiques, et les terres émergées sont rassemblées dans l’hémisphère boréal.

## Influence
Christophe Colomb possédait un exemplaire plus tardif (vers 1487 ?) de l’ouvrage de Pierre d’Ailly lorsqu’il embarqua pour son premier voyage vers l’Amérique. Cet exemplaire annoté de sa main est conservé dans la bibliothèque Columbine de Séville.